# Hortonworks
Hortonworks Fue una compañía de software de inteligencia de datos (big data) con sede en Santa Clara, California. La compañía desarrollaba y brindaba soporte de Apache Hadoop, para el procesamiento distribuido de conjuntos de dato grande a través de clusters de ordenadores.

## Historia
Hortonworks fue formada en junio de 2011 como una compañía independiente, financiado por $23 millones de capital de riesgo de Yahoo! y Benchmark Capital. Su primera oficina estaba en Sunnyvale, California. La compañía emplea colaboradores del proyecto de software de código abierto Apache Hadoop.
El producto Hortonworks Plataforma de Dato (HDP) incluye Apache Hadoop y es utilizado para almacenar, procesar, y analizar grandes volúmenes de datos. La plataforma está diseñada para tratar datos de muchas fuentes y formatos.
La plataforma incluye tecnologías Hadoop como el Hadoop Distributed File System, MapReduce, Pig, Hive, HBase, ZooKeeper, y otros componentes adicionales.
Eric Baldeschweiler (de Yahoo) era el consejero delegado inicial, y Rob Bearden gerente de operaciones, anteriormente de SpringSource. El socio de Benchmark Peter Fenton era un miembro de directorio. El nombre de la compañía refiere al personaje Horton el Elefante, dado que el elefante es el símbolo de Hadoop. Inversiones adicionales incluyen una ronda de $25 millones de dirigida por Index Ventures en noviembre de 2011.
En octubre de 2011 Hortonworks anunció que Microsoft colaboraría en una distribución Hadoop para Microsoft Azure y Windows Server.
El 25 de febrero de 2013, Hortonworks anunció la disponibilidad de una versión beta de Hortonworks Plataforma de Dato para Windows.
En noviembre de 2011 anunció que el software HParser de Informática estaría disponible para descarga libremente por sus clientes.
En febrero de 2012 Teradata anunció una alianza.
En octubre de 2012 la división Sistemas de Datos Aster de Teradata anunció un dispositivo que soporta la distribución de Hortonworks, e Impetus Technologies anunció una asociación.
En junio de 2013 Hortonworks anunció otros $50 millones en financiación, de inversores anteriores y añadiendo a Tenaya Capital yDragoneer Investment Group.
En septiembre de 2013 SAP AG anunció que revendería la distribución Hortonworks (así como una de Intel).
Por finales de 2013, Bearden, quién se había convertido en ejecutivo en jefe por 2012, negó rumores de que la compañía pronto cotizaría en bolsa o sería adquirida.
En marzo de 2014, otros $100 millones de inversión fueron anunciados, liderados por BlackRock y Passport Capital.
En mayo de 2014, Hortonworks adquirió XA Secure, una compañía de seguridad de datos pequeña fundada en enero de 2013, para términos no divulgados.
La compañía utilizó una provisión de la legislación Jumpstart Our Business Startups Act para evitar revelar los formularios de registro con la Comisión de Bolsa y Valores de EE. UU. en junio de 2014.
El filings mostró sobre $37 millones perdido en 2013, y $87 millones en la primera mitad de 2014.
En diciembre de 2014, Hortonworks tuvo su ofrenda pública inicial, listando en el NASDAQ como HDP. Casi $100 millones fueron levantados.
En agosto de 2015, Hortonworks anunció que adquiriría Onyara, Inc., el creador de Apache NiFi, un proyecto de código abierto. En 2014 se presentó Apache NiFi a través del programa de transferencia de la tecnología de la NSA. Durante ocho años, los ingenieros de Onyara eran los colaboradores claves al proyecto de software del gobierno de EE. UU. que evolucionó en Apache NiFi.
Cuándo una ofrenda de participación secundaria fue anunciada en enero de 2016, el precio de la acción cayó alrededor de la mitad de lo que era cuando se realizó la oferta inicial.
Después de que las pérdidas operativas se profundizaron a través de 2015 y 2016, Hierba Cunitz (quién había sido presidente desde 2012) dejó la compañía en agosto de 2016. En 2016 la compañía estaba en el puesto #42 en la lista Deloitte Fast 500 North America. Tras de una ronda de despidos, Raj Verma fue el presidente y gerente operativo desde enero de 2017 a julio de 2017. Scott Davidson fue nombrado el nuevo gerente operativo en julio de 2017.
Hortonworks anfitriona la feria de la comunidad Hadoop Summit  junto con Yahoo!.
Hortonworks es un patrocinador de la Apache Software Foundation.

En octubre de 2018, Hortonworks y Cloudera anunciaron que se fusionarían en una fusión de iguales con todas las acciones Tras la fusión, los productos Apache de Hortonworks se convirtieron en Cloudera Data Platform.

## Asociaciones
Hortonworks se asocia con compañías de software, incluyendo BMC Software para administración de servicios empresariales y automatización,
Attunity y Cleo para integración de datos, y SAP y VMware para nube, base de datos y otra virtualization de infraestructura, y con Stratoscale. En 2015 Hortonworks empezado una asociación con ManTech Servicios Comerciales y B23 para desarrollar OpenSOC.